# Timimoun
Timimoun (em árabe: ﺗﻴﻤﻴﻤﻮن) é uma cidade e comuna localizada no distrito de Timimoun, na província de Adrar, no centro-sul da Argélia. Em 2008, sua população era de 33 060 habitantes.

## Tapetes

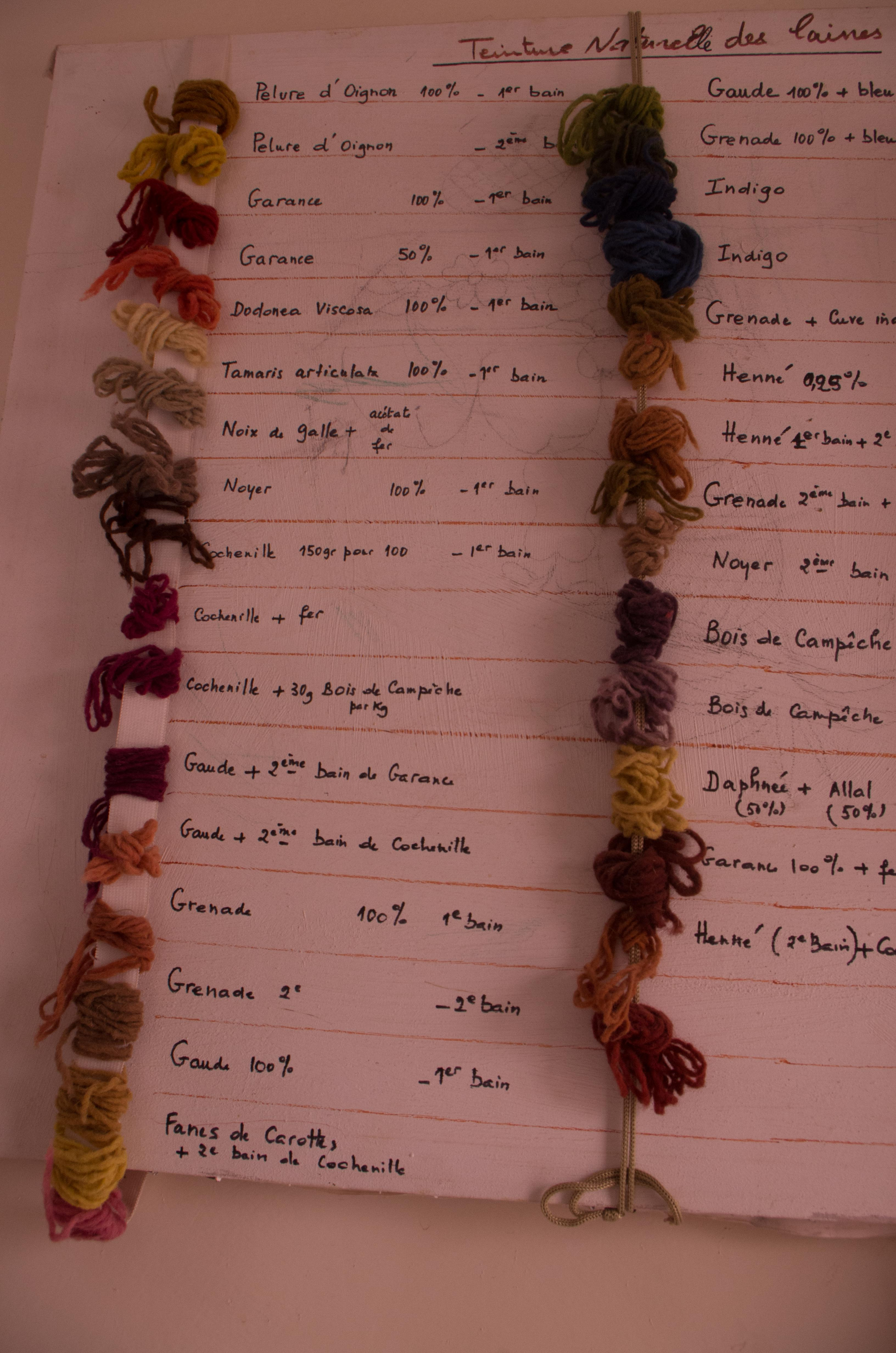
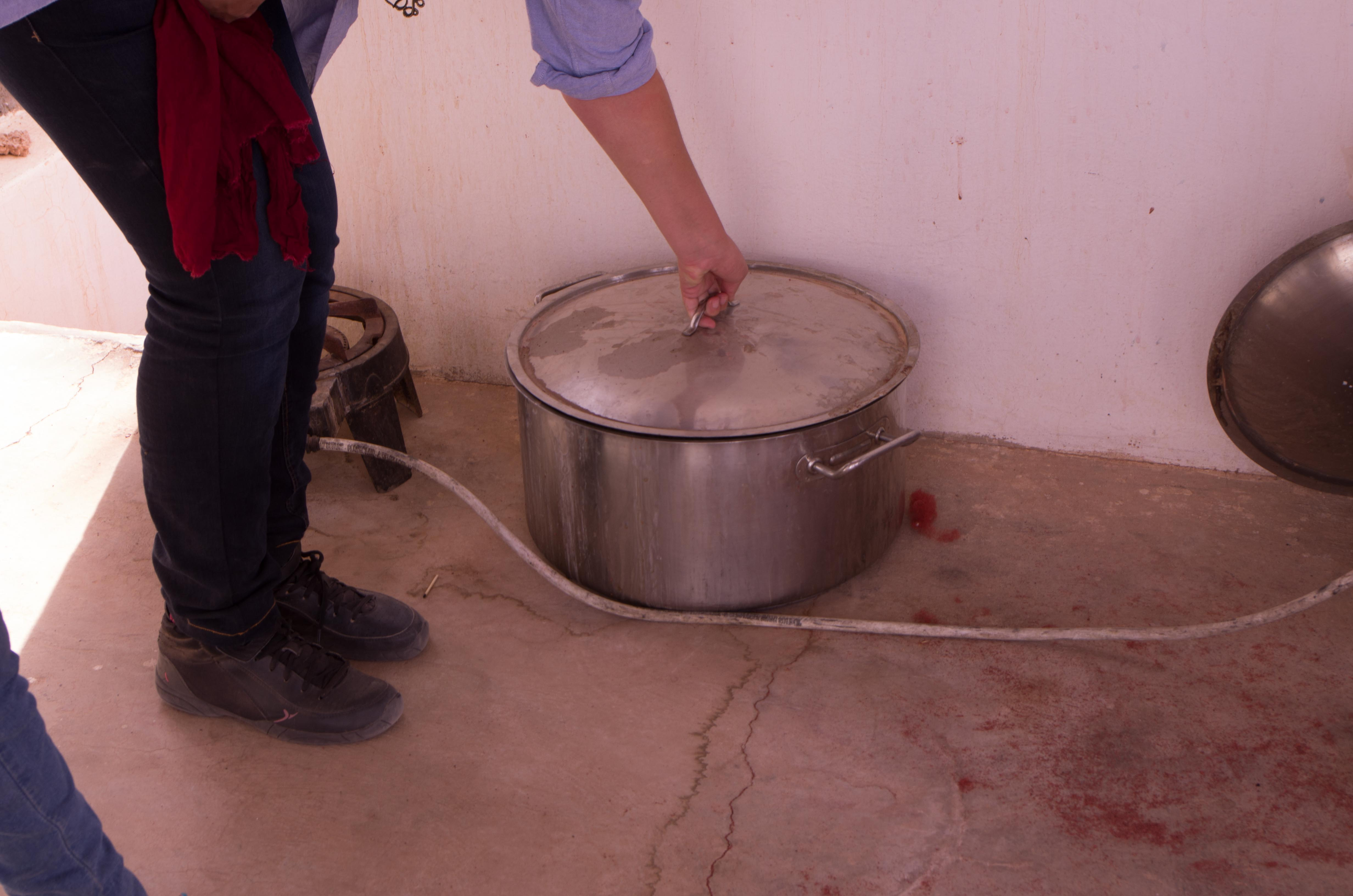
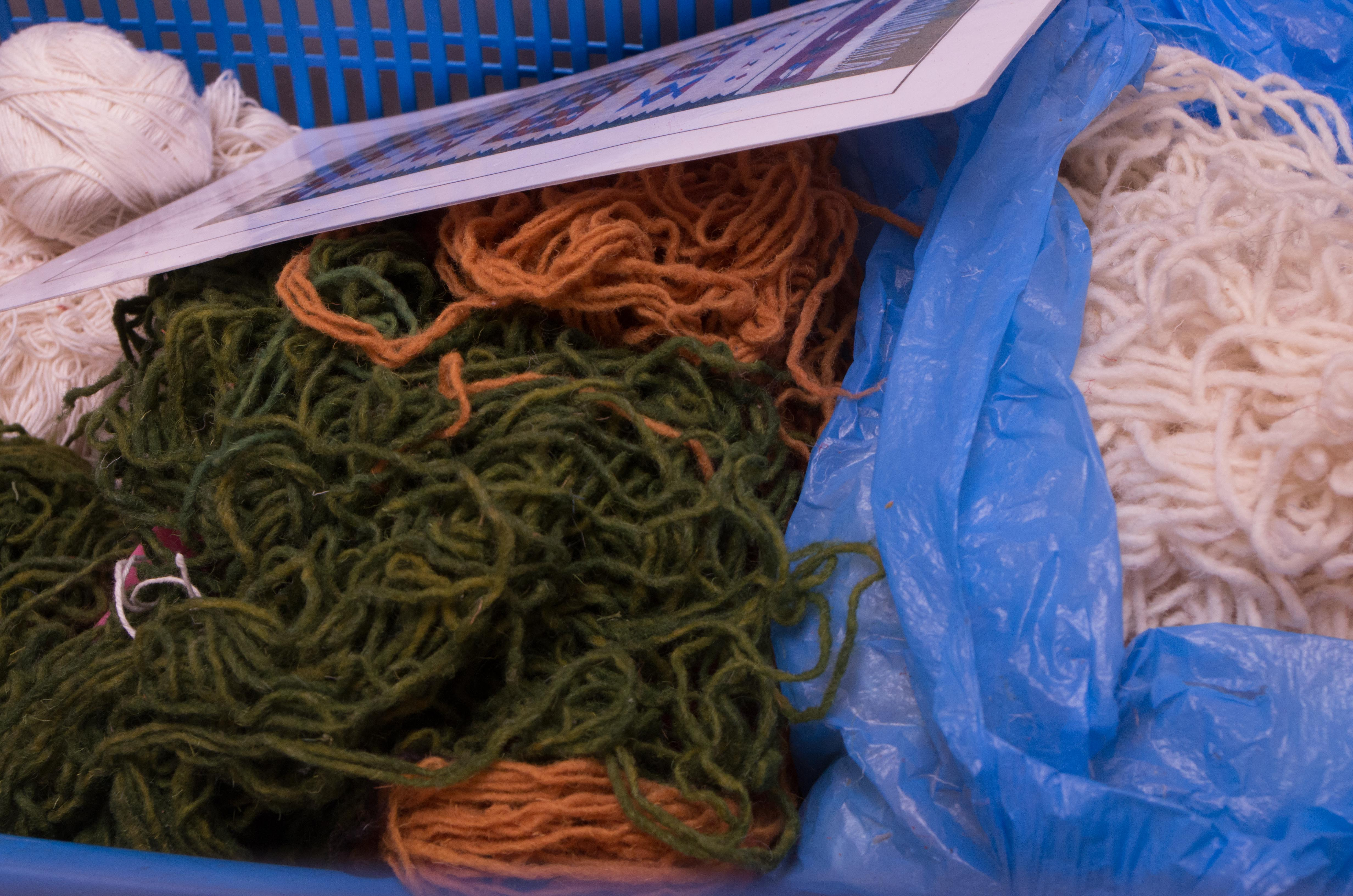
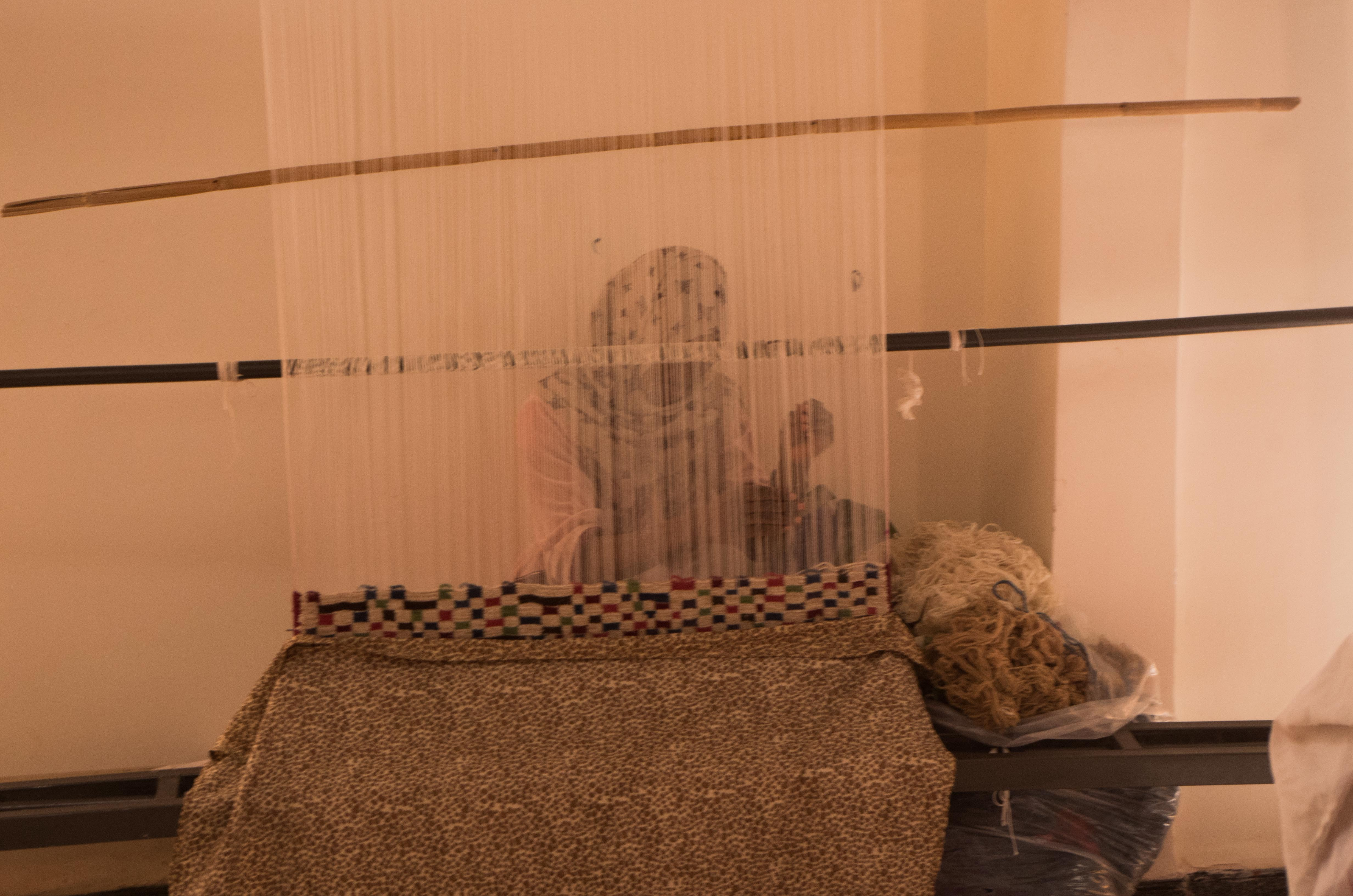
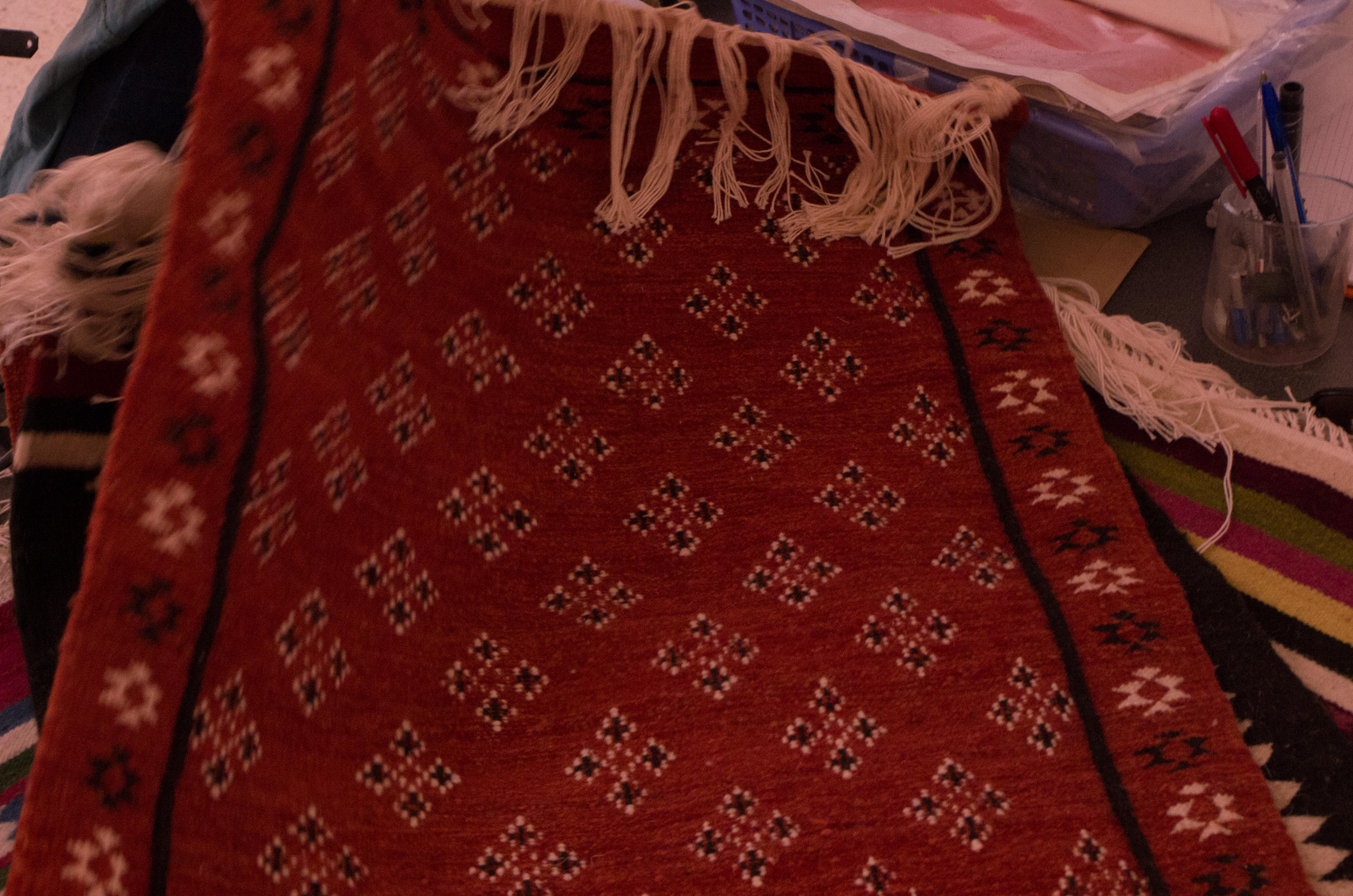